# Rancon
Pour les articles homonymes, voir Rancon (homonymie).
Rancon est une commune française située dans le département de la Haute-Vienne, en région Nouvelle-Aquitaine.
Ses habitants s'appellent les Ranconniers et Ranconnières.

## Géographie

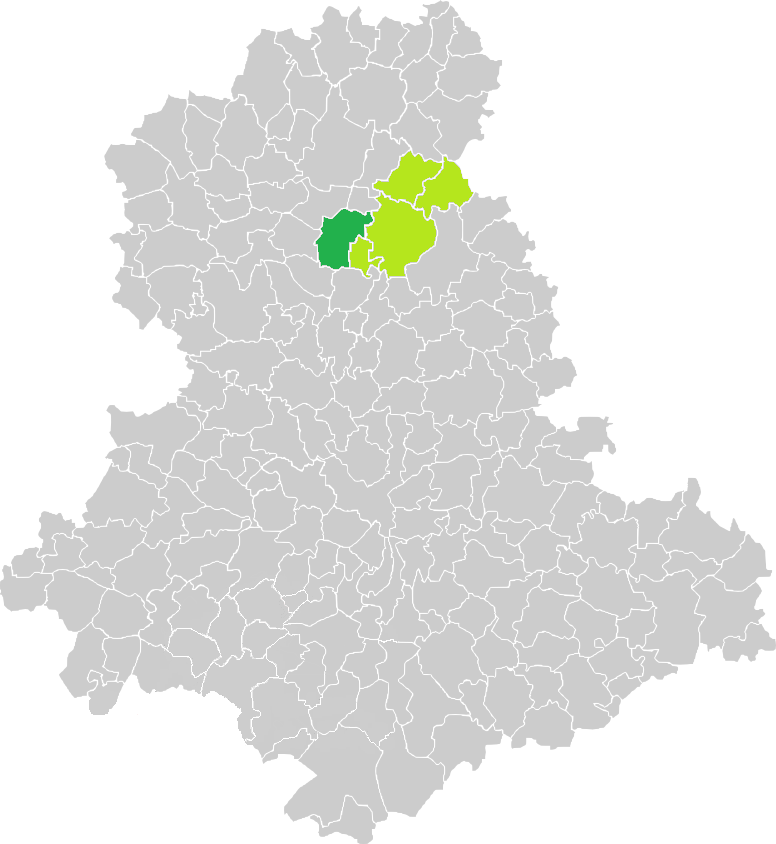
Situation de la commune de Rancon en Haute-Vienne.

### Situation
La commune est située à environ 6 km à l'ouest de Châteauponsac.

### Hydrographie
Le territoire communal est arrosé par la rivière Gartempe.

### Communes limitrophes
| Droux                   | Villefavard          | Châteauponsac |
| Blanzac                 | Rancon               |               |
| Saint-Junien-les-Combes | Saint-Pardoux-le-Lac | Balledent     |

### Climat
Pour des articles plus généraux, voir Climat de la Nouvelle-Aquitaine et Climat de la Haute-Vienne.
Historiquement, la commune est exposée à un climat océanique limousin.  
En 2020, Météo-France publie une typologie des climats de la France métropolitaine dans laquelle la commune est exposée à un climat océanique altéré et est dans une zone de transition entre les régions climatiques « Poitou-Charentes » et « Ouest et nord-ouest du Massif Central »0.
Pour la période 1971-2000, la température annuelle moyenne est de 11,5 °C, avec une amplitude thermique annuelle de 15,1 °C. Le cumul annuel moyen de précipitations est de 956 mm, avec 12,9 jours de précipitations en janvier et 7,5 jours en juillet. Pour la période 1991-2020, la température moyenne annuelle observée sur la station météorologique la plus proche, située sur la commune de Magnac-Laval à 9,46 km à vol d'oiseau, est de 12,0 °C et le cumul annuel moyen de précipitations est de 880,4 mm,. Pour l'avenir, les paramètres climatiques de la commune estimés pour 2050 selon différents scénarios d’émission de gaz à effet de serre sont consultables sur un site dédié publié par Météo-France en novembre 2022.

## Urbanisme

### Typologie
Au 1er janvier 2024, Rancon est catégorisée commune rurale à habitat très dispersé, selon la nouvelle grille communale de densité à sept niveaux définie par l'Insee en 2022.
Elle est située hors unité urbaine. Par ailleurs la commune fait partie de l'aire d'attraction de Bellac, dont elle est une commune de la couronne,. Cette aire, qui regroupe 11 communes, est catégorisée dans les aires de moins de 50 000 habitants,.

### Occupation des sols
L'occupation des sols de la commune, telle qu'elle ressort de la base de données européenne d’occupation biophysique des sols Corine Land Cover (CLC), est marquée par l'importance des territoires agricoles (69 % en 2018), en diminution par rapport à 1990 (70 %). La répartition détaillée en 2018 est la suivante : 
prairies (49,2 %), forêts (29,5 %), zones agricoles hétérogènes (13,3 %), terres arables (6,4 %), milieux à végétation arbustive et/ou herbacée (1,5 %). L'évolution de l’occupation des sols de la commune et de ses infrastructures peut être observée sur les différentes représentations cartographiques du territoire : la carte de Cassini (XVIIIe siècle), la carte d'état-major (1820-1866) et les cartes ou photos aériennes de l'IGN pour la période actuelle (1950 à aujourd'hui).

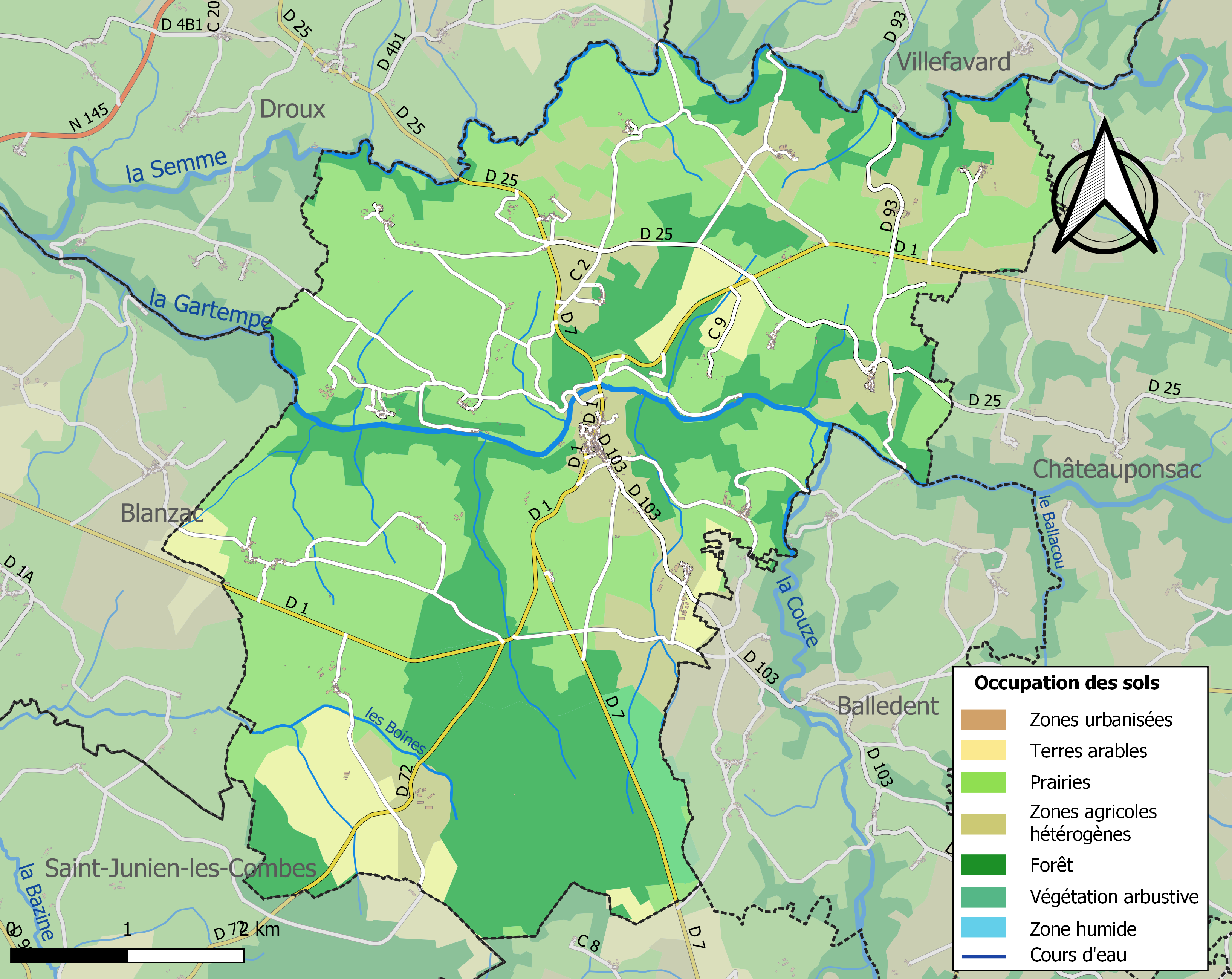
Carte des infrastructures et de l'occupation des sols de la commune en 2018 (CLC).

### Risques majeurs
Le territoire de la commune de Rancon est vulnérable à différents aléas naturels : météorologiques (tempête, orage, neige, grand froid, canicule ou sécheresse) et séisme (sismicité faible). Il est également exposé à un risque technologique, la rupture d'un barrage, et à un risque particulier : le risque de radon. Un site publié par le BRGM permet d'évaluer simplement et rapidement les risques d'un bien localisé soit par son adresse soit par le numéro de sa parcelle.

#### Risques naturels

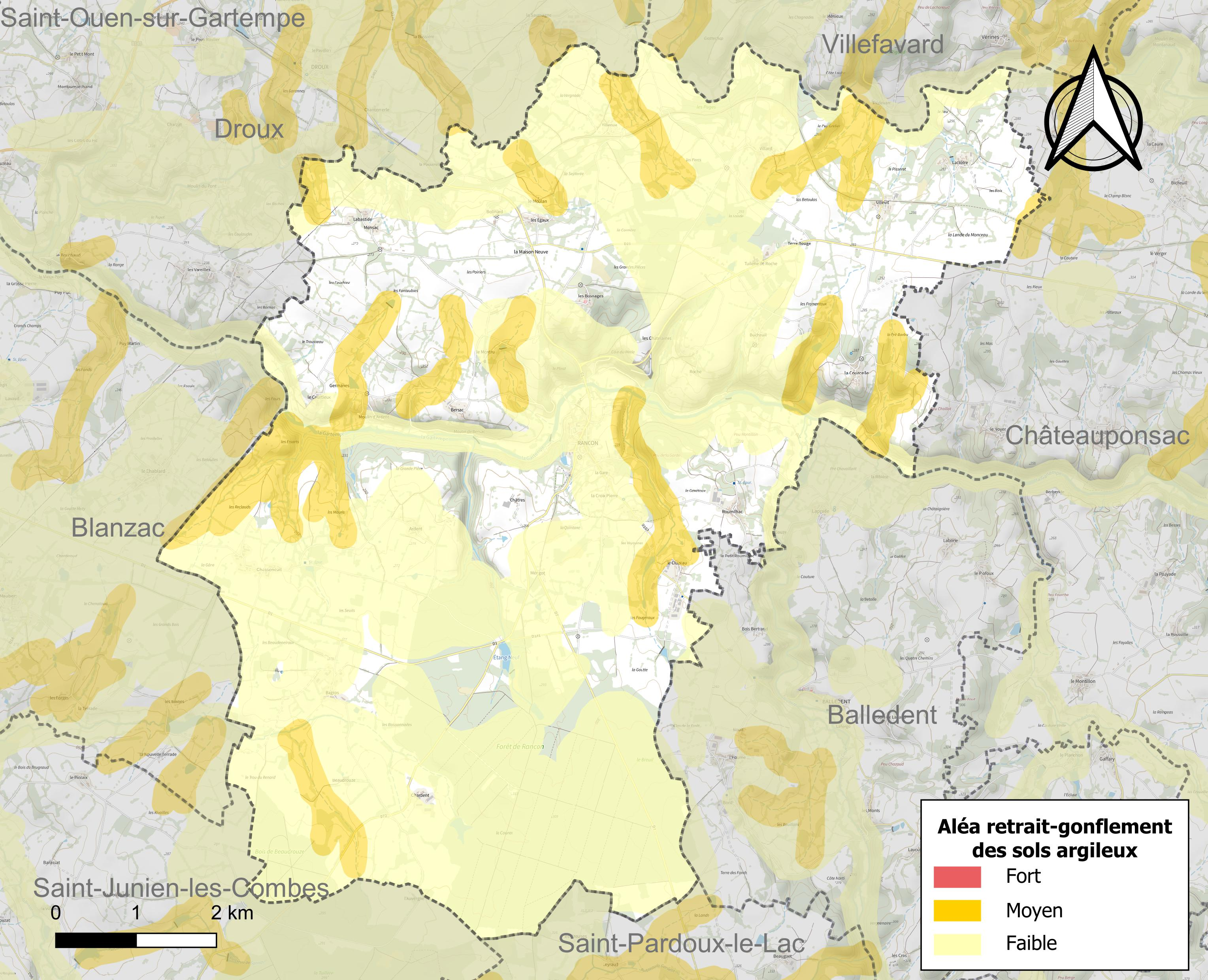
Carte des zones d'aléa retrait-gonflement des sols argileux de Rancon.

Le retrait-gonflement des sols argileux est susceptible d'engendrer des dommages importants aux bâtiments en cas d’alternance de périodes de sécheresse et de pluie. 14 % de la superficie communale est en aléa moyen ou fort (27 % au niveau départemental et 48,5 % au niveau national métropolitain). Depuis le 1er octobre 2020, en application de la loi ÉLAN, différentes contraintes s'imposent aux vendeurs, maîtres d'ouvrages ou constructeurs de biens situés dans une zone classée en aléa moyen ou fort,.
La commune a été reconnue en état de catastrophe naturelle au titre des dommages causés par les inondations et coulées de boue survenues en 1982 et 1999 et par des mouvements de terrain en 1999.

#### Risque technologique
La commune est en outre située en aval du barrage de Saint-Pardoux, un ouvrage de classe A présentant une hauteur d’eau maximale de 56,7 m et une capacité totale de retenue de 57,8 millions de m3. Le PPI a été approuvé le 3 décembre 2008. À ce titre elle est susceptible d’être touchée par l’onde de submersion consécutive à la rupture de cet ouvrage.

#### Risque particulier
Dans plusieurs parties du territoire national, le radon, accumulé dans certains logements ou autres locaux, peut constituer une source significative d’exposition de la population aux rayonnements ionisants. Selon la classification de 2018, la commune de Rancon est classée en zone 3, à savoir zone à potentiel radon significatif.

## Histoire
À l'époque gauloise, le site de Rancon était peuplé par une tribu celte : les Andecamulenses. Il semblerait que cette tribu ait fourni un grand nombre de soldats à Vercingétorix.
Le premier nom de la localité était Roncomagus ; on retrouve dans ce nom deux mots d'origine gauloise - RONC, le rocher - MAGOS, le marché. En effet, le village de Rancon a toujours été un lieu d'échange et de passage très fréquenté. On peut d'ailleurs toujours voir de nos jours le vieux pont sur la Gartempe dont les piles datent de l'époque gallo-romaine et ainsi qu'une borne milliaire à proximité de ce même pont.
Au début du deuxième millénaire, Rancon devient le siège d'un archiprêtré, le plus étendu du diocèse avec ses 75 paroisses. Mais surtout, au Xe siècle, Rancon fut le berceau d'une grande famille de l'Histoire de France : les seigneurs de Rancon. Bien que leur épopée se soit en majorité déroulée en Poitou (Gençay) et en Saintonge (Taillebourg), cette illustre famille était originaire de Rancon. Parmi les plus célèbres représentants de cette famille, on peut citer Geoffroy III qui accompagna le roi Louis VII et son épouse Aliénor d'Aquitaine lors de la seconde croisade en Palestine. Le nom des seigneurs de Rancon finit par se perdre dans la seconde moitié du XIIIe siècle.
Parmi les plus célèbres monuments de Rancon, on peut citer :
- l'église fortifiée du bourg, témoin des assauts perpétrés par les troupes du Prince Noir lors de la guerre de Cent Ans ;
- la lanterne des morts datant du XIIe siècle et qui se trouvait autrefois au cœur d'un cimetière qui fut désaffecté pour des raisons d'hygiène en 1872. Ces curieux édifices ont fait couler beaucoup d'encre quant à leurs origines, leur but, leur utilisation... mais personne n'a encore réussi à percer leur secret ;
- le vieux pont sur la Gartempe qui se trouvait sur une voie d'origine gallo-romaine très fréquentée. Son tablier est médiéval mais ses piles sont celles d'un pont du IIe siècle ;
- la borne milliaire située près du vieux pont sur la Gartempe ;
- la chapelle Saint-Sébastien de style roman qui abrite un autel gallo-romain en granit gravé dédié à Hercule. Cette chapelle est ouverte uniquement les après-midis durant l'été pendant l'exposition des « Artistes de la Gartempe » ;
- la chapelle Saint-Sulpice construite sur et à côté d'une source bienfaisante. Le charme de ces lieux rappelle les traditions populaires et le culte des bonnes fontaines.

## Politique et administration

### Liste des maires
| Période                                  | Période  | Identité          | Étiquette | Qualité |
| ---------------------------------------- | -------- | ----------------- | --------- | ------- |
| Les données manquantes sont à compléter. |          |                   |           |         |
| avant 1995                               | 1995     | Jean Dumet        |           |         |
| 1995                                     | 2001     | Pierre Hedde      |           |         |
| 2001                                     | 2008     | Christian Gouygou |           |         |
| 2008                                     | 2014     | Renée Pénichou    |           |         |
| 2014                                     | En cours | Michel Creyssac   |           |         |

## Population et société

### Démographie
L'évolution du nombre d'habitants est connue à travers les recensements de la population effectués dans la commune depuis 1793. Pour les communes de moins de 10 000 habitants, une enquête de recensement portant sur toute la population est réalisée tous les cinq ans, les populations de référence des années intermédiaires étant quant à elles estimées par interpolation ou extrapolation. Pour la commune, le premier recensement exhaustif entrant dans le cadre du nouveau dispositif a été réalisé en 2005.

En 2022, la commune comptait 477 habitants, en évolution de −4,02 % par rapport à 2016 (Haute-Vienne : −0,68 %, France hors Mayotte : +2,11 %).
| 1793  | 1800  | 1806  | 1821  | 1831  | 1836  | 1841  | 1846  | 1851  |
| ----- | ----- | ----- | ----- | ----- | ----- | ----- | ----- | ----- |
| 2 010 | 2 045 | 1 981 | 2 015 | 2 137 | 2 112 | 2 025 | 2 086 | 2 091 |

| 1856  | 1861  | 1866  | 1872  | 1876  | 1881  | 1886  | 1891  | 1896  |
| ----- | ----- | ----- | ----- | ----- | ----- | ----- | ----- | ----- |
| 2 061 | 1 972 | 1 859 | 1 869 | 1 817 | 1 913 | 1 910 | 1 907 | 1 882 |

| 1901  | 1906  | 1911  | 1921  | 1926  | 1931  | 1936  | 1946  | 1954  |
| ----- | ----- | ----- | ----- | ----- | ----- | ----- | ----- | ----- |
| 1 861 | 1 849 | 1 843 | 1 567 | 1 377 | 1 214 | 1 128 | 1 124 | 1 045 |

| 1962 | 1968 | 1975 | 1982 | 1990 | 1999 | 2005 | 2006 | 2010 |
| ---- | ---- | ---- | ---- | ---- | ---- | ---- | ---- | ---- |
| 911  | 860  | 733  | 652  | 544  | 519  | 542  | 540  | 528  |

| 2015 | 2020 | 2022 | - | - | - | - | - | - |
| ---- | ---- | ---- | - | - | - | - | - | - |
| 498  | 482  | 477  | - | - | - | - | - | - |

## Culture locale et patrimoine

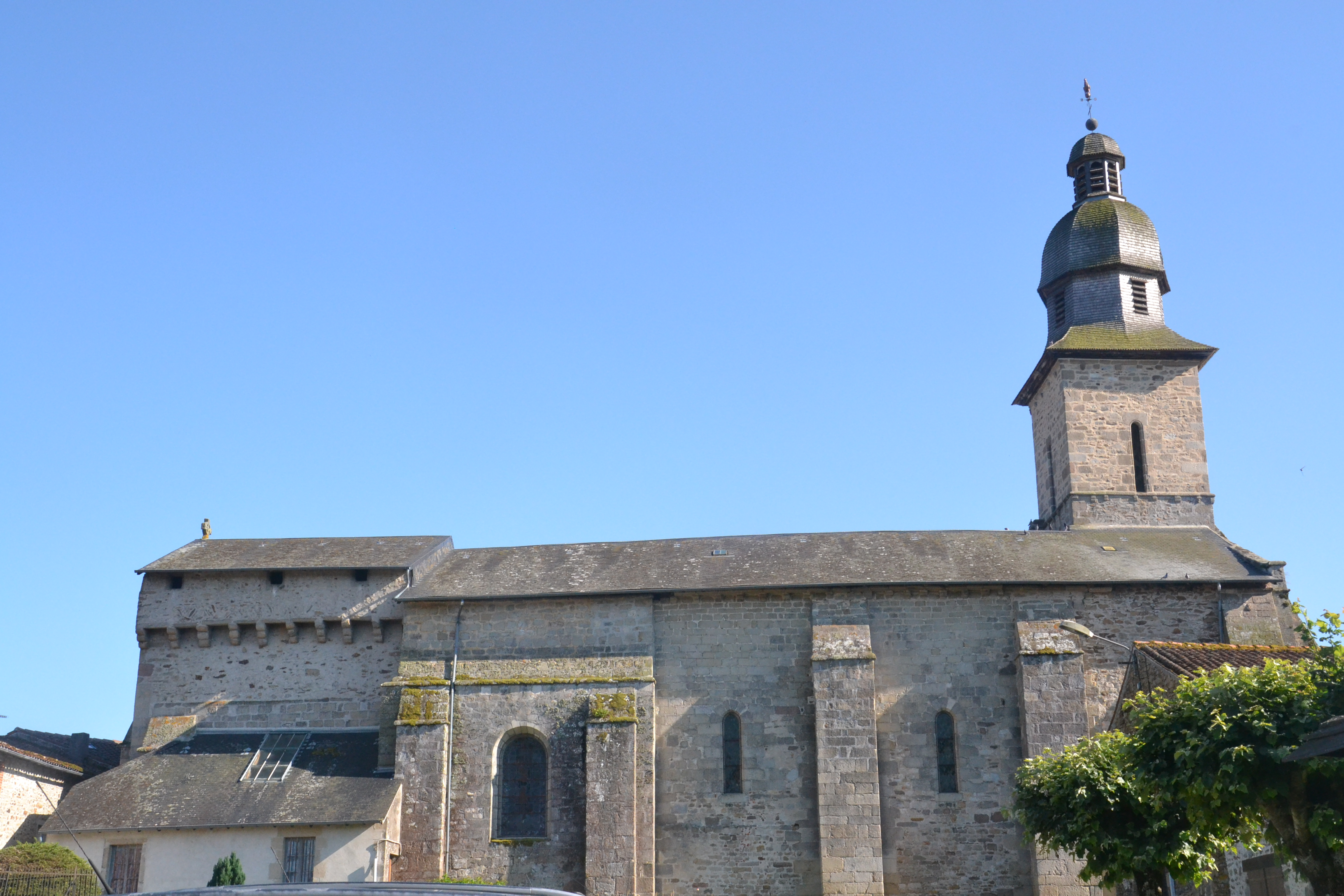
L'église de Rancon et son clocher à bulbe.

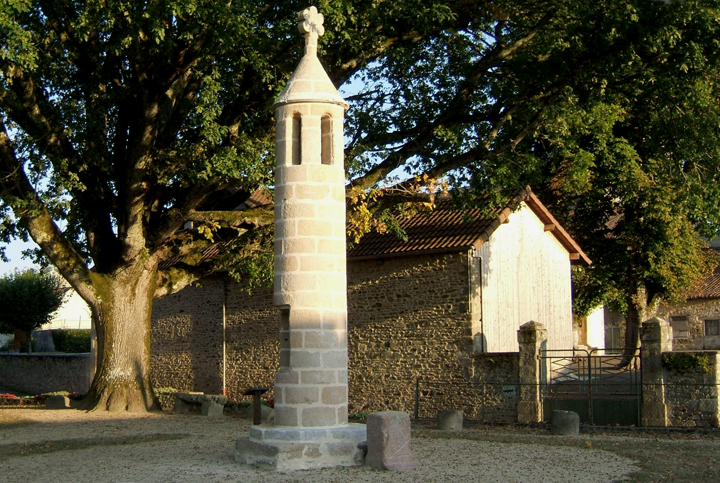
Lanterne des morts.

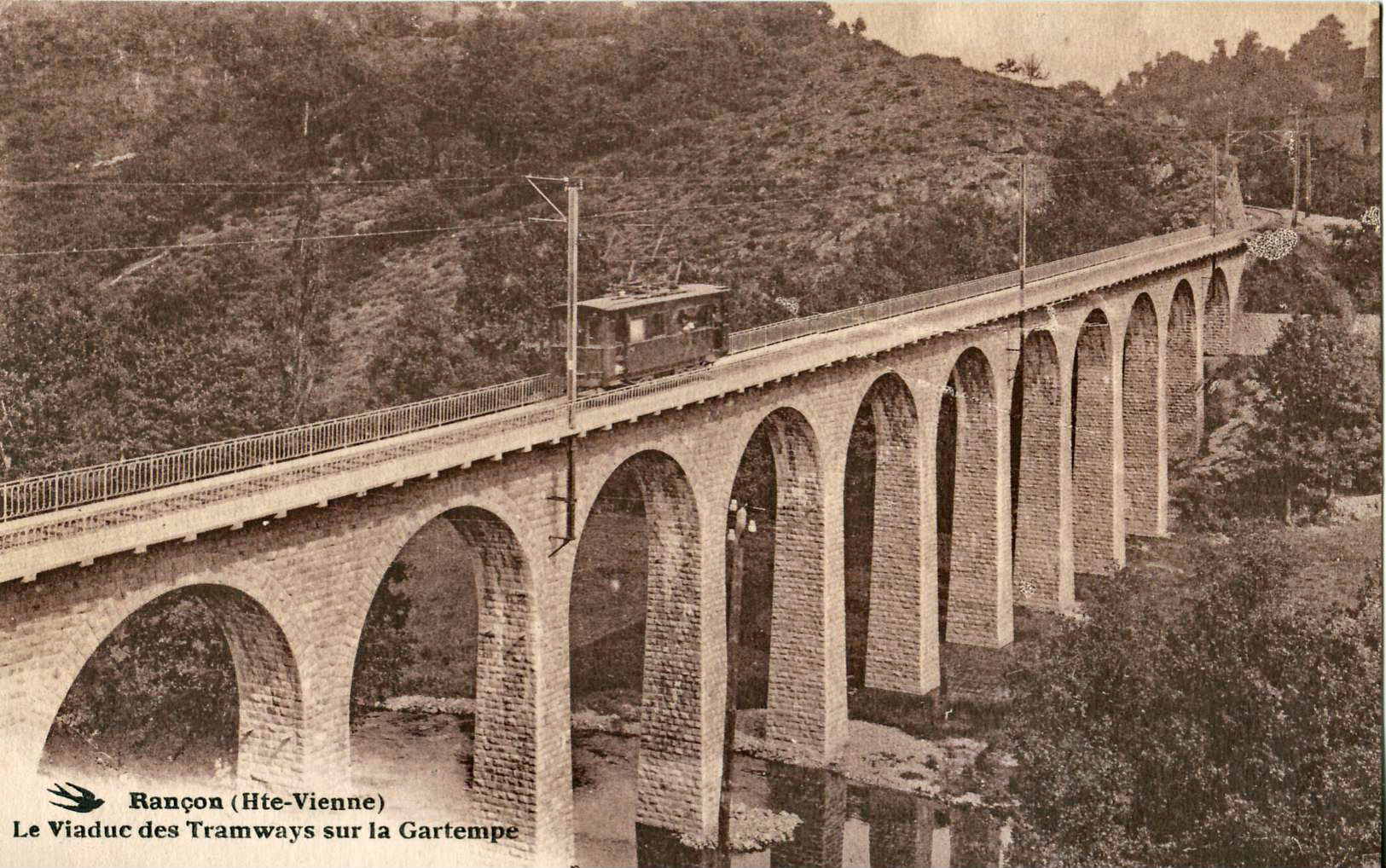
Le viaduc de Rancon, peu après son achèvement.

### Monuments historiques
- Lanterne des morts[26] (XIIe siècle), inscrite à l'inventaire supplémentaire des Monuments Historiques par arrêté du 16 juillet 1925. Elle possède un socle de deux marches, la table a disparu. Elle se situe près de l'église, dans l'ancien cimetière qu'on a désaffecté vers 1872 et transformé en jardin public.
- Église Saint-Pierre-ès-Liens[27] (XVIIe siècle). L'édifice a été inscrit au titre des monuments historiques en 1925[27].
- Pont sur la Gartempe[28] (XIIIe siècle).
- Cavée routière gallo-romaine.
- La «Pierre du Passeur», borne routière gallo-romaine anépigraphe.

### Sites naturels
- Gorges de la Couze
- Vallée de la Semme
- Vallée de la Gartempe

### Viaduc de Rancon
Le viaduc de Rancon, entre Limoges et Châteauponsac, est l'un des ouvrages d'art majeurs qui demeurent de l'époque du tramway départemental. Sa construction remonte à 1912. Le viaduc permettait le passage des trams (voie métrique) de la ligne Limoges - Saint-Sulpice-les-Feuilles (ligne n°2), au-dessus de la vallée encaissée de la Gartempe. D'une longueur de 138 mètres et d'une hauteur maximale de 27 mètres, il compte 11 arches de 9 mètres d'ouverture et une rampe continue de 5,5 %.
La ligne a été exploitée de 1912 à 1949 par la compagnie des Chemins de fer départementaux de la Haute-Vienne.

### Personnalités liées à la commune
- Henri Vacherie (1847-1917), homme politique né et décédé à Rancon, maire de Rancon, député de la Haute-Vienne de 1889 à 1898 puis sénateur de la Haute-Vienne de 1909 à 1917.
- Aimé Forest (1898-1983), philosophe français, y est né.

### Héraldique
| Blason de Rancon | Blason  | Losangé d'or et d'azur au pal de gueules brochant sur le tout. |
| Blason de Rancon | Détails | Le statut officiel du blason reste à déterminer.               |